# Donizete Pantera
Osmar Donizete Cândido (Prados, Minas Gerais, 24 de octubre de 1968), más conocido como Donizete Pantera, es un exfutbolista brasileño. Formó junto con Túlio Maravilha, una de las duplas más famosas del fútbol brasileño.

## Clubes
| Club                   | País     | Año       |
| ---------------------- | -------- | --------- |
| Volta Redonda          | Brasil   | 1987-1988 |
| São José Esporte Clube | Brasil   | 1988-1989 |
| Botafogo               | Brasil   | 1989-1990 |
| Tecos de la UAG        | México   | 1990-1995 |
| Botafogo               | Brasil   | 1995-1996 |
| Tokyo Verdy            | Japón    | 1995-1996 |
| Benfica                | Portugal | 1996-1997 |
| Corinthians            | Brasil   | 1997      |
| Cruzeiro               | Brasil   | 1997-1998 |
| Vasco da Gama          | Brasil   | 1998-1999 |
| Tigres de la UANL      | México   | 2000      |
| Botafogo               | Brasil   | 2000-2001 |
| Palmeiras              | Brasil   | 2001-2002 |
| Tecos de la UAG        | México   | 2002      |
| Vasco da Gama          | Brasil   | 2003      |
| Tecos de la UAG        | México   | 2004-2005 |
| Macaé                  | Brasil   | 2005      |